# 1858 no desporto

## Eventos

### Xadrez
- 24 de agosto a 27 de agosto - Torneio de xadrez de Birmingham de 1858, vencido por Johann Löwenthal.[1]